# Synagrops
Synagrops è un genere di pesci ossei di acqua salata appartenenti alla famiglia Acropomatidae.

## Distribuzione e habitat
I pesci di questo genere vivono in quasi tutti i mari e gli oceani del mondo dal clima temperato o tropicale. Questi pesci sono soliti vivere vicino al fondale marino, spesso tra le rocce; molte delle specie del genere Synagrops vivono nelle scarpate continentali.

## Pesca
Alcune specie sono pescate e spesso vendute, per via della prelibatezza delle loro carni.